# Serhij Davydov
Serhij Viktorovyč Davydov (in ucraino Сергій Вікторович Давидов?, traslitterazione anglosassone: Serhiy Viktorovych Davydov; 16 dicembre 1984) è un ex calciatore ucraino, di ruolo attaccante.